# Cynanchum longirostrum
Cynanchum longirostrum är en oleanderväxtart som först beskrevs av K. Schumann, och fick sitt nu gällande namn av W.D. Stevens. Cynanchum longirostrum ingår i släktet Cynanchum och familjen oleanderväxter. Inga underarter finns listade i Catalogue of Life.